# Brettchenweben

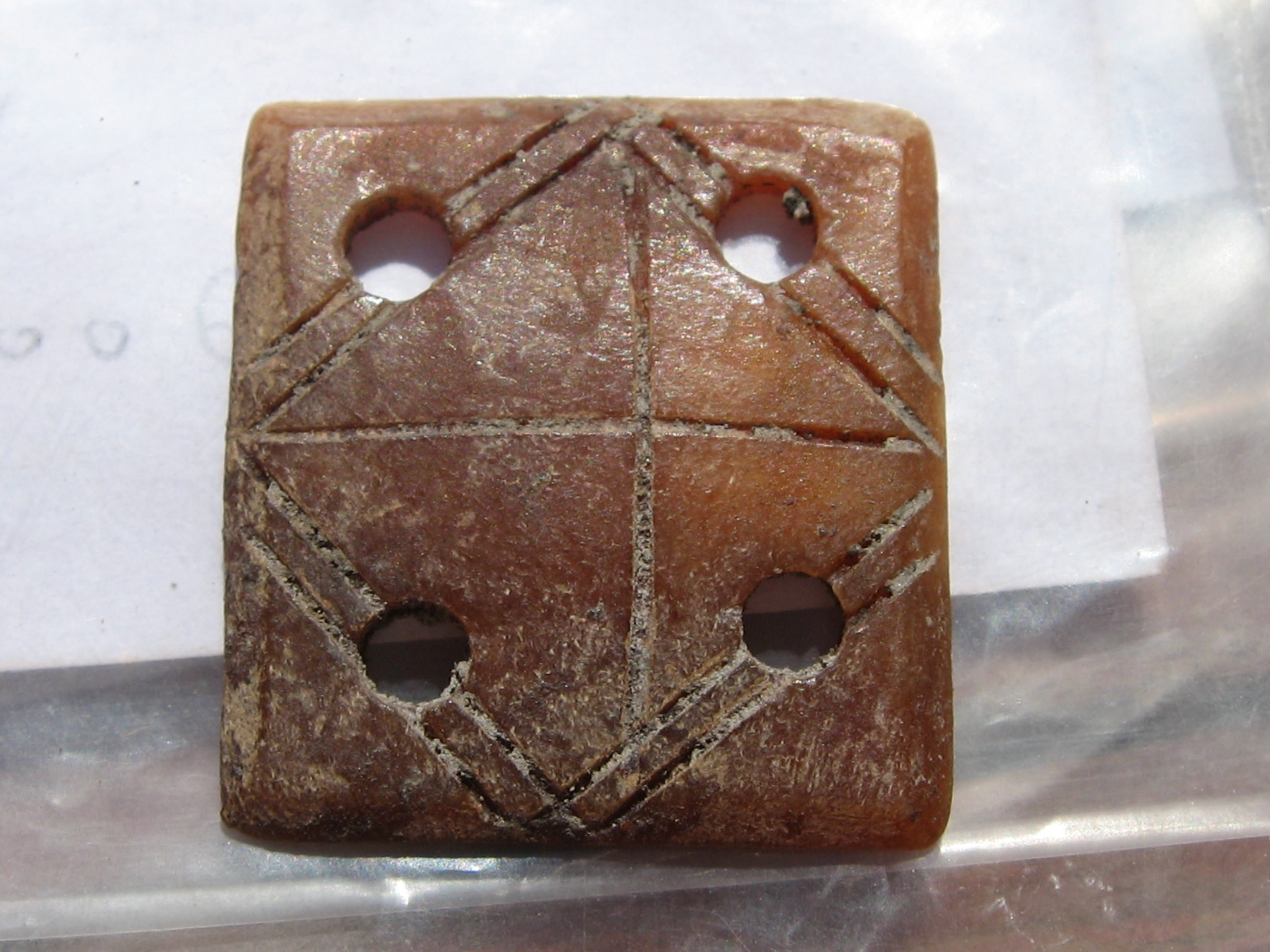
Frühmittelalterliches Webbrettchen (Augsburg, Inneres Pfaffengässchen)

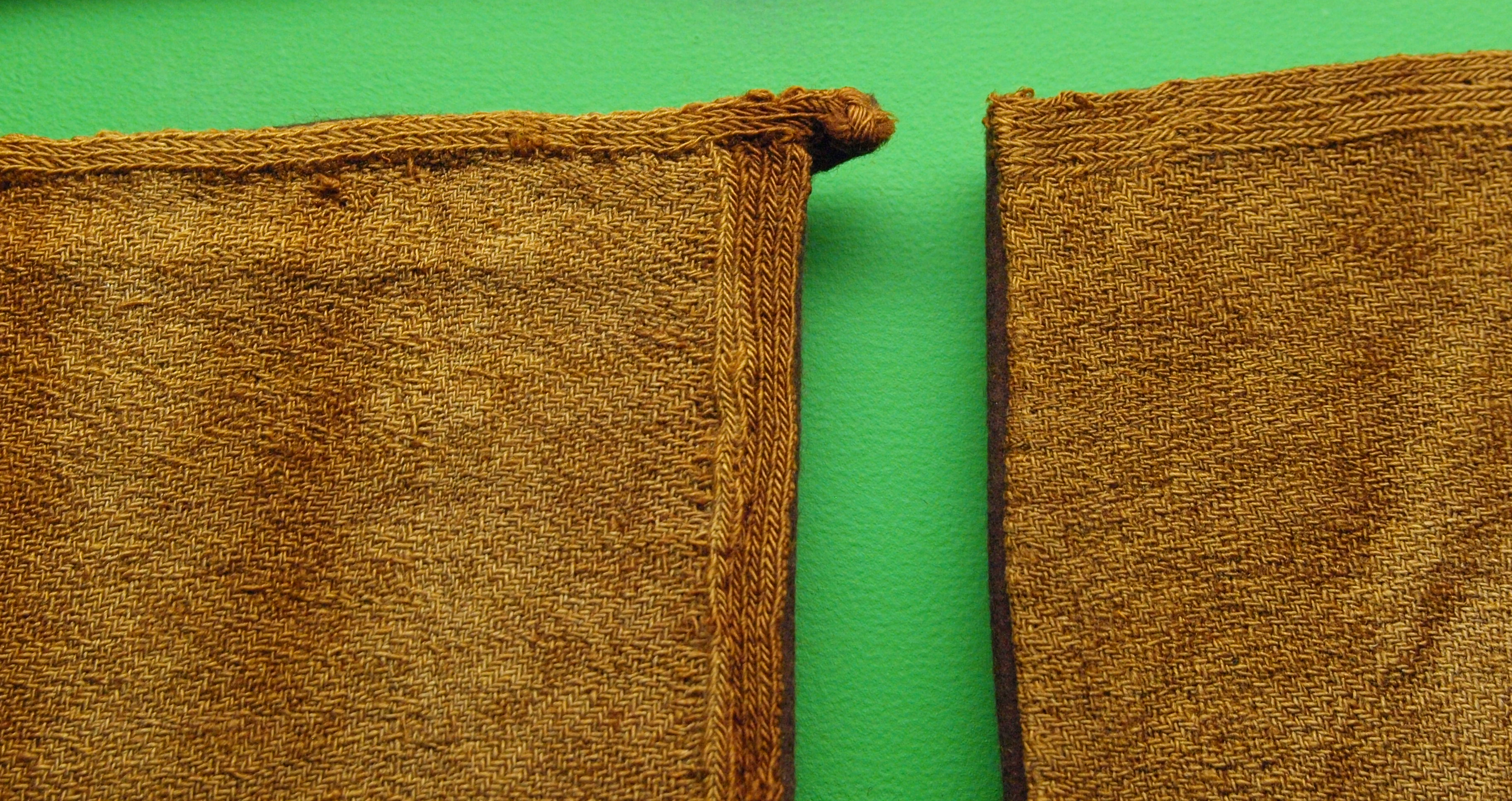
Brettchengewebte Webkanten an Tuchstücken der Hose der Moorleiche von Damendorf

Das Brettchenweben, auch Plättchenweben ist eine Webtechnik zur Herstellung textiler Bänder und Gewebeabschlusskanten mittels Verbindung zweier Fadensysteme. Beim Brettchenweben läuft das Kettfadensystem durch eine Anzahl Webbrettchen von drei- bis achteckiger Form aus Holz oder Karton (in früheren Zeiten auch aus Horn oder Pergament) mit einer unterschiedlichen Anzahl von Löchern. Die Bildung des Webfaches erfolgt durch seitliches Verdrehen der Webbrettchen. Ein in das Webfach eingebrachter Schussfaden verbindet das Kettfadensystem zu einem Gewebe.

## Webtechnik

Musterband (12 Brettchen, Länge etwa 1,20 m)

Schematische Darstellung eines Webbrettchens

Je nach verwendeter Webtechnik werden in alle oder nur einige der Löcher der Brettchen Kettfäden gezogen. Die Anzahl der Brettchen nebeneinander und die Stärke der verwendeten Kettfäden bestimmen die Breite des entstehenden Gewebes. Alle Kettfäden müssen eine gleichmäßige Spannung haben. Die Flächen der Brettchen stehen parallel zur Kette. Dreht man die Brettchen in dieser Stellung in eine der beiden möglichen Richtungen, so werden die Fäden jedes Brettchens für sich zu einer Schnur verzwirnt. Dabei öffnen sich bei vierlöchrigen Brettchen, nach jeder Drehung um 90° ein neues „Webfach“ – bei einer vollständigen Drehung der Brettchen um 360° nacheinander vier Fächer – bei denen jeweils ein anderer Kettfaden so an der Oberfläche liegt, dass er im entstehenden Gewebe sichtbar ist. Das zusammenhängende Gewebe entsteht, indem in das sich öffnende Webfach nun ein Schussfaden eingezogen und angeschlagen wird. Dieser hält die Verschnürung der Kettfäden zusammen und ist im Normalfall im fertigen Gewebe nicht zu sehen. Ausnahmen bilden die sogenannte Missed Hole Technik, bei der durch Löcher in der Oberfläche des Gewebes der Schussfaden sichtbar wird, und das Stippengewebe, bei dem der Schussfaden als punktförmiges Gebilde im Gewebe sichtbar wird. Bei diesen Techniken werden jeweils nur zwei oder drei Löcher der Brettchen mit Kettfäden bezogen.
Da sich beim Drehen der Brettchen ebenfalls der Kettvorrat entgegengesetzt zur beabsichtigten Drehrichtung der Brettchen verdreht, muss die Drehrichtung der Brettchen in regelmäßigen Abständen gewechselt oder die Stränge einzeln entdrillt werden. Dabei entsteht je nach der Anordnung der eingezogenen farbigen Kettfäden ein wiederkehrendes Muster. Man spricht hierbei auch von der Schnurbindungstechnik. Andere Techniken sind das sogenannte zweifarbige Weben Doubleface, bei dem das Muster mit lediglich zwei Farben gewebt wird. Charakteristisch hierbei ist, dass auf der Unterseite des Gewebes das Muster in den Farben genau komplementär zur Oberseite entsteht. Eine weitere Technik wird Köper genannt, weil die bei dieser Webtechnik entstehenden diagonalen Linien auf der Oberseite des Gewebes der Körperstruktur normaler Gewebe ähneln. Bei der Broschiertechnik lassen sich durch einen oder mehrere zusätzliche Schussfäden weitere Muster erzeugen.

## Geschichte
Der Ursprung des Brettchenwebens ist nicht geklärt. Es wurde ein elfenbeinernes Brettchen aus Susa aus dem 3. Jahrtausend v. Chr. entdeckt. Aus Europa liegt als ältester Fund ein einzelnes quadratisches Vierlochbrettchen aus der Spätbronzezeit vor, welches bei Göttingen gefunden wurde. Allerdings können Einzelfunde dieser Art nicht als Belege für die Technik des Brettchenwebens gelten, da sie auch zur Herstellung einfacher Schnüre benutzt wurden. Mit Sicherheit existierte die Brettchenweberei in China schon in der Shang-Zeit (16. – 11. Jahrhundert v. Chr.). Das älteste europäische Brettchengewebe stammt aus einem Grab der villanovazeitlichen Nekropole Sasso di Fubara in Italien aus dem 8. Jahrhundert v. Chr. Die Funde aus dem Grab des Keltenfürsten von Hochdorf sind die ältesten deutschen Funde. Sie werden auf die Mitte des 6. Jahrhunderts v. Chr. datiert. In Russland, China, Indien, Japan sowie den Arabischen Ländern hat sich die Handwerkstechnik des Brettchenwebens ungebrochen bis in die Gegenwart erhalten. Auch in Finnland, Norwegen und Island ist sie als echte Volkskunst zu finden.